# Danh sách sách về chiến tranh Việt Nam
Chiến tranh Việt Nam (1955–1975) là một trong những cuộc xung đột quân sự lớn nhất và gây tranh cãi nhiều nhất trong thế kỷ 20, để lại ảnh hưởng sâu rộng không chỉ tại Việt Nam mà còn trên toàn thế giới, đặc biệt là tại Hoa Kỳ. Cuộc chiến này đã trở thành đề tài trung tâm của hàng nghìn tác phẩm nghiên cứu, hồi ký, tiểu thuyết, và phân tích chính trị – quân sự trong nhiều thập kỷ sau đó. Danh sách dưới đây tập hợp một số sách tiêu biểu viết về Chiến tranh Việt Nam, bao gồm cả các công trình học thuật, hồi ký của cựu chiến binh, nhà báo chiến trường, cũng như các tiểu thuyết hư cấu phản ánh trải nghiệm chiến tranh và hậu chiến. Những tác phẩm này góp phần quan trọng trong việc hình thành hiểu biết toàn diện về bản chất, hệ quả và di sản của cuộc chiến đối với cả Việt Nam và Hoa Kỳ.

## Sách
| STT | Tên                                                                             | Năm xuất bản | Giải thưởng                                                                          | Tác giả                                          |
| --- | ------------------------------------------------------------------------------- | ------------ | ------------------------------------------------------------------------------------ | ------------------------------------------------ |
| 1   | Hương thơm từ núi lạ                                                            | 1992         | Giải Pulitzer cho tác phẩm hư cấu 1993                                               | Robert Olen Butler                               |
| 2   | Vietnam Inc.                                                                    | 1971         |                                                                                      | Philip Jones Griffiths                           |
| 3   | Khi đồng minh tháo chạy                                                         | 2005         |                                                                                      | Nguyễn Tiến Hưng                                 |
| 4   | Mãi mãi tuổi hai mươi                                                           | 2005         |                                                                                      | Nguyễn Văn Thạc                                  |
| 5   | Chiến tranh của Hà nội – Lịch sử Quốc tế của cuộc chiến cho Hòa Bình ở Việt Nam | 2012         | Giải Edward M. Coffman 2012                                                          | Nguyễn Thị Liên Hằng                             |
| 6   | Nhật ký Đặng Thùy Trâm                                                          | 1968         |                                                                                      | Đặng Thuỳ Trâm                                   |
| 7   | Watchmen                                                                        | 1986-1987    |                                                                                      | Alan Moore                                       |
| 8   | Chiến tranh 25 năm: Vai trò quân sự của Mỹ tại Việt Nam                         | 1984         |                                                                                      | Bruce Palmer Jr.                                 |
| 9   | Mỹ ở Việt Nam                                                                   | 1978         |                                                                                      | Guenter Lewy                                     |
| 10  | Tháng Ba của Folly                                                              | 1984         |                                                                                      | Barbara W. Tuchman                               |
| 11  | Sinh ngày 4 tháng 7                                                             | 1976         |                                                                                      | Ron Kovic                                        |
| 12  | Than hồng chiến tranh                                                           | 2012         | Giải Pulitzer cho lịch sử 2013 Giải thưởng sách Arthur Ross                          | Fredrik Logevall                                 |
| 13  | Người lính mới                                                                  | 1971         |                                                                                      | Các cựu chiến binh Việt Nam chống lại cuộc chiến |
| 14  | Vào miệng của con mèo                                                           | 1985         |                                                                                      | Malcolm McConnell                                |
| 15  | Khi trời và đất thay đổi địa điểm                                               | 1989         |                                                                                      | Le Ly Hayslip                                    |
| 16  | Kinh tế Chính trị Nhân quyền                                                    | 1979         |                                                                                      | Noam Chomsky Edward S. Herman                    |
| 17  | Bài hát của Nightingale                                                         | 1995         |                                                                                      | Robert Timberg                                   |
| 18  | Nürnberg và Việt Nam                                                            | 1970         |                                                                                      | Telford Taylor                                   |
| 19  | Việt Nam: Chiến tranh Úc                                                        |              | Giải thưởng Premier NSW 2008                                                         | Paul Ham                                         |
| 20  | Việt Nam: Nguồn gốc của Cách mạng                                               | 1966         |                                                                                      | John T. McAlister, Jr                            |
| 21  | Lửa trong hồ                                                                    | 1972         | Giải Pulitzer cho tác phẩm phi hư cấu Giải thưởng Bancroft Giải thưởng sách quốc gia | Frances FitzGerald                               |
| 22  | Những điều họ đã làm                                                            | 1990         |                                                                                      | Tim O'Brien                                      |
| 23  | Ngắn hạn                                                                        | 1979         |                                                                                      | Gustav Hasford                                   |
| 24  | Tạm biệt Việt Nam                                                               | 2013         |                                                                                      | William Broyles Jr.                              |
| 25  | 365 ngày                                                                        | 1971         |                                                                                      | Ronald J. Glasser                                |
| 26  | Chúng tôi đã từng chiến đấu khi... và trẻ: Ia Drang - Trận chiến thay đổi...    | 1992         | Cuốn sach bán chạy của New York Times                                                | Harold G. Moore,Joseph L. Galloway               |
| 27  | Diều hâu                                                                        | 1983         |                                                                                      | Robert Mason                                     |
| 28  | Saigon                                                                          | 1982         |                                                                                      | Anthony Grey                                     |
| 29  | 1968                                                                            | 1994         |                                                                                      | Joe Haldeman                                     |
| 30  | Chiến đấu trong vòng vây                                                        | 2006         |                                                                                      | Võ Nguyên Giáp                                   |
| 31  | Chiến trường mới                                                                | 2002         |                                                                                      | Nguyễn Hữu An                                    |
|     |                                                                                 |              |                                                                                      |                                                  |

## Tiểu thuyết
| STT | Tên                                                                            | Năm xuất bản | Giải thưởng | Tác giả                  |
| --- | ------------------------------------------------------------------------------ | ------------ | --- | ------------------------ |
| 1   | Người Mỹ trầm lặng                                                             | 1955         | | Graham Greene            |
| 2   | Nỗi buồn chiến tranh                                                           | 1987         | | Bảo Ninh                 |
| 3   | The Sympathizer                                                                | 2015         | Giải Pulitzer cho tác phẩm hư cấu 2016 | Nguyễn Thanh Việt        |
| 4   | Khi trời và đất đảo lộn                                                        | 1989         | | Phùng Thị Lệ Lý          |
| 5   | Thung lũng thứ mười ba                                                         | 1982         | Đề cử: Giải thưởng Sách quốc gia Mỹ cho Tiểu thuyết đầu tay | John M. Del Vecchio      |
| 6   | Cánh đồng lửa                                                                  | 1978         | | Jim Webb                 |
| 7   | Going After Cacciato                                                           | 1978         | Giải thưởng Sách quốc gia Mỹ cho thể loại Hư cấu 1979 | Tim O'Brien              |
| 8   | Một lời thắp sáng rực rỡ: John Paul Vann và Mỹ tại Việt Nam                    | 1988         | Giải Pulitzer cho Tác phẩm phi hư cấu nói chung 1989 Giải thưởng Sách quốc gia Mỹ cho thể loại Phi hư cấu 1988 Giải thưởng Sách Đại sứ cho Nghiên cứu Hoa Kỳ 1989 | Neil Sheehan             |
| 9   | Huế 1968: Một bước ngoặt của cuộc chiến tranh Mỹ tại Việt Nam                  | 2017         | | Mark Bowden              |
| 10  | Trong hồ của Woods                                                             | 1994         | Hiệp hội các nhà sử học người Mỹ đoạt giải Lịch sử viễn tưởng | Tim O'Brien              |
| 11  | Chiến tranh Việt Nam: Một lịch sử thân mật                                     | 2017         | | Ken Burns, Geoffrey Ward |
| 12  | Đường cao tốc đến một cuộc chiến                                               | 1995         | Giải thưởng Miles Franklin 1996 | Christopher Koch         |
| 13  | Công việc bẩn thỉu                                                             | 1989         | | Larry Brown              |
| 14  | Xao lãng nhiệm vụ                                                              | 1997         | | H. R. McMaster           |
| 15  | Giết bất cứ thứ gì di chuyển: cuộc chiến tranh thực sự của người Mỹ ở Việt Nam | 2013         | Giải thưởng sách của Mỹ | Nick Turse               |
|     |                                                                                |              | |                          |